# Köla församling
Köla församling är en församling i Västra Värmlands kontrakt i Karlstads stift. Församlingen ligger i Eda kommun i Värmlands län och ingår i Eda-Köla pastorat.

## Administrativ historik
Församlingen har medeltida ursprung.
Församlingen var till 2010 moderförsamling i pastoratet Köla, Järnskog och Skillingmark som till 1879 även omfattade Eda församling. Från 2010 till 2014 moderförsamling i pastoratet Köla och Järnskog-Skillingmark. Från 2014 ingår församlingen i Eda-Köla pastorat.

## Kyrkor
- Köla kyrka